# Félix Laureano
Félix Laureano (Patnongon, 20 de noviembre de 1866 - Manila, 1952) fue un fotógrafo español y filipino que realizó reportajes sobre la vida de Filipinas a finales del siglo XIX.
Está considerado como uno de los primeros fotógrafos de origen filipino aunque no se sabe si era criollo o mestizo. Se conoce poco de su vida, aunque se sabe que estudió bellas artes en Filipinas y recibió parte de su formación fotográfica en Barcelona, donde dispuso de un estudio. Las más conocidas entre sus imágenes de Filipinas proceden de Iloílo en la región de Panay, lo que aporta una visión más provinciana que la de los fotógrafos instalados en la capital Manila. En 1895 publicó en Barcelona un libro álbum con treinta y siete fototipias que muestran algunas costumbres filipinas y que ha sido reeditado en el siglo XXI. Colaboró en una de las primeras revistas españolas que incluían fotografías: La Ilustración Española y Americana, donde aparecen en 1897 imágenes de Manila, Iloílo y Cavite, que debió de captar entre 1893 y 1894.
Laureano consideró la fotografía como un arte y los temas que abordó a lo largo de su actividad fotográfica fueron variados incluyendo peleas de gallos, retratos y corridas de toros. Gran parte de su obra se encuentra en la Biblioteca Nacional de España y procede en gran medida de la Exposición de Filipinas de 1887.

## Publicaciones
En el año 1895 publicó ‘’Recuerdos de Filipinas’’ (reeditado por el Instituto Cervantes en 2008), con imágenes costumbristas de su país.